# Partido Comunista de Islandia

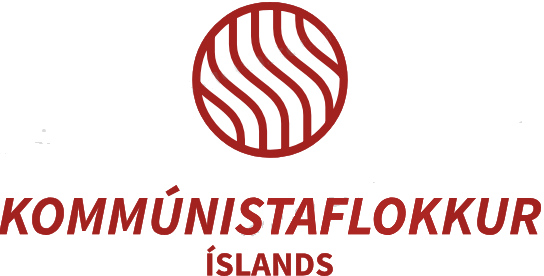
El logotipo oficial del Partido Comunista de Islandia

El Partido Comunista de Islandia fue un partido político islandés que existió entre 1930 y 1938.

## Historia
Durante la década de 1920, un grupo de jóvenes militantes del Partido Socialdemócrata (Alþýðuflokkur) entran en contacto con la Internacional Comunista. En noviembre de 1922 formaron una corriente interna dentro del partido denominada Asociación de Jóvenes Comunistas (Félag ungra kommúnista). En 1926, el grupo tomó el nombre de Asociación Socialdemócrata Esparta (Jafnaðarmannafélagið Sparta). En 1928, a instancias del Komintern, deciden abandonar el Partido Socialdemócrata y fundar otro, naciendo en 1930 el Partido Comunista de Islandia.
En 1938, otro grupo proveniente de una nueva escisión del Partido Socialdemócrata, se une a ellos, formando el Partido de Unidad Popular-Partido Socialista (Sameiningarflokkur alþýðu - Sósíalistaflokkurinn). El nuevo partido abandonaría el Komintern, aunque el sector comunista sigue dominando el partido.
En 1965, el Partido Socialista entra en coalición con una nueva escisión del Partido Socialdemócrata para formar la Alianza Popular, la cual en 1968 se convertiría en partido político.

## Resultados electorales
| Alþingi |            |      |         |     |
| Año     | Votos      | %    | Escaños | +/- |
| 1931    | 1.165 (#4) | 3,0  | 0/42    |     |
| 1933    | 2.673 (#4) | 7,49 | 0/42    |     |
| 1934    | 3.098 (#5) | 5,97 | 0/49    |     |
| 1937    | 4.932 (#4) | 8,44 | 3/49    | 3   |

- Datos: Q1576363